# Brändasjö
Brändasjö är en sjö i Växjö kommun i Småland och ingår i Mörrumsåns huvudavrinningsområde. Sjön är 4,7 meter djup, har en yta på 0,159 kvadratkilometer och är belägen 174,1 meter över havet. Vid provfiske har gädda och mört fångats i sjön.

## Delavrinningsområde
Brändasjö ingår i det delavrinningsområde (629283-142869) som SMHI kallar för Rinner till 627546-143053. Medelhöjden är 159 meter över havet och ytan är 32,38 kvadratkilometer. Det finns inga avrinningsområden uppströms utan avrinningsområdet är högsta punkten. Avrinningsområdets utflöde Mörrumsån (Åbyån) mynnar i havet. Avrinningsområdet består mestadels av skog (45 procent). Avrinningsområdet har 150,34 kvadratkilometer vattenytor vilket ger det en sjöprocent på 30,8 procent.